# محمد علی بغرا
سید محمد علی چودری بغرا (بنگالی: সৈয়দ মোহম্মদ আলী চৌধুরী বগুড়া؛ زاده ۱۹ اکتبر ۱۹۰۹ – درگذشته ۲۳ ژانویهٔ ۱۹۶۳) یک سیاست‌مدار اهل پاکستان و از آوریل ۱۹۵۳ تا اوت ۱۹۵۵ نخست‌وزیر این کشور بود.